# アンドレイ・コトニク
アンドレイ・コトニク（Andrej Kotnik 、1995年8月4日 - ）は、スロベニア・ノヴァ・ゴリツァ出身のプロサッカー選手。FCコペル所属。ポジションは、ミッドフィールダー。

## クラブ歴
2015年7月18日、オリンピア・リュブリャナ戦でスロベニア・プルヴァリーガデビューを果たした
2017年2月5日、0-1で敗れたアウェーのパレルモ戦の61分にマルチェッロ・トロッタとの交代出場でセリエAデビューを果たした。